# Aenictus jacobsoni
Aenictus jacobsoni är en myrart som beskrevs av Auguste-Henri Forel 1909. Aenictus jacobsoni ingår i släktet Aenictus och familjen myror. Inga underarter finns listade i Catalogue of Life.